# Théorème de Wiener-Khintchine
Le théorème de Wiener–Khintchine (aussi connu sous le nom de théorème de Wiener–Khinchin et parfois théorème de Wiener–Khinchin–Einstein ou encore théorème de Khinchin–Kolmogorov) énonce que la densité spectrale de puissance d'un processus stochastique stationnaire au sens large est analogue à la transformée de Fourier de la fonction d'auto-corrélation correspondante.

## Histoire
Le premier résultat sur ce théorème fut publié par Norbert Wiener en 1930 ; et indépendamment, Aleksandr Khinchin découvre le même résultat en 1934. Toutefois, plus tôt, en 1914, Albert Einstein avait anticipé cette même trouvaille dans un bref mémo de deux pages.

## Relation de Wiener–Khintchine
{\displaystyle S_{X}(f)=\int _{-\infty }^{\infty }R_{X}(\tau )e^{-j2\pi f\tau }\mathrm {d} \tau ={\mathcal {F}}\{R_{X}(\tau )\}(f),}où {\displaystyle R_{X}(\tau )} désigne la fonction d'auto-corrélation et {\displaystyle S_{X}(f)} la densité spectrale de puissance du signal aléatoire {\displaystyle X(t)}.
Dans l’état actuel de cet article, il est quasi indispensable de lire l'article sur la densité spectrale.